# IC 5081
IC 5081 ist eine Galaxie vom Hubble-Typ S im Sternbild Delfin. Sie ist schätzungsweise 630 Millionen Lichtjahre von der Milchstraße entfernt.
Das Objekt wurde am 13. Oktober 1903 vom Astronomen Stéphane Javelle entdeckt.